# Sheboygan
Sheboygan é uma cidade localizada no estado norte-americano de Wisconsin, no Condado de Sheboygan.

## Demografia
Segundo o censo norte-americano de 2010, a sua população era de 49288habitantes.

## Geografia
De acordo com o United States Census Bureau tem uma área de
36,4 km², dos quais 36,0 km² cobertos por terra e 0,4 km² cobertos por água.

## Localidades na vizinhança
O diagrama seguinte representa as localidades num raio de 20 km ao redor de Sheboygan.